# 피터 돕슨
피터 돕슨(Peter Dobson, 1964년 7월 19일 ~ )은 미국의 배우이다.

## 출연 작품
- 더티 데드 콘 맨 (2015년)
- 6 웨이 투 다이 (2015년)
- 페이탈 인스팅트 (2014년)
- 젯 셋 (2013년)
- 리멤버링 필 (2008년)
- 내니 익스프레스 (2008년)
- 2:22 (2008년)
- 프로텍팅 더 킹 (2007년) - 엘비스 프레슬리 역
- 메이드 인 브룩클린 (2007년)
- A-리스트 (2006년)
- 포세이돈 어드벤처 (2005년)
- 프리저번 (2005년)
- 드라이 사이클 (2003년)
- 걸스 라이프 (2003년)
- 새니테리엄 (2001년)
- 직스 (2001년) - 코리 역
- 커버 미 (2000년)
- 드라우닝 모나 (2000년) - Lt. 피지 그루버 역
- 포이즌 (1999년)
- 로리타 (1997년) - 피터 블레인 역
- 노마 진 앤 마릴린 (1996년)
- 프라이트너 (1996년)
- 데드 콜드 (1995년)
- 터프가이 (1995년)
- 포레스트 검프 (1994년)
- 도플갱어 (1993년)
- 회색의 그늘 (1992년)
- 흔들리는 영웅 (1992년)
- 언더토우 (1991년)
- 결혼하는 남자 (1991년)
- 야망의 노래 (1989, Sing)
- FBI (1989년)
- 브룩클린으로 가는 마지막 비상구 (1989년) - 비니 역
- 비밀 경찰(영어판) (1988년)
- 모던 걸즈 (1986, Modern Girls)